# Oliarus malayensis
Oliarus malayensis är en insektsart som beskrevs av Van Stalle 1991. Oliarus malayensis ingår i släktet Oliarus och familjen kilstritar. Inga underarter finns listade i Catalogue of Life.